# Diocesi di San Roque de Presidencia Roque Sáenz Peña
La diocesi di San Roque de Presidencia Roque Sáenz Peña (in latino Dioecesis Sancti Rochi) è una sede della Chiesa cattolica in Argentina suffraganea dell'arcidiocesi di Resistencia. Nel 2022 contava 582.194 battezzati su 683.271 abitanti. È retta dal vescovo Hugo Nicolás Barbaro.

## Territorio
La diocesi comprende sedici dipartimenti della provincia del Chaco: Almirante Brown, Chacabuco, Comandante Fernández, Dos de Abril, Maipú, Mayor Luis Jorge Fontana, Doce de Octubre, Fray Justo Santa María de Oro, General Belgrano, General Güemes, Independencia, Nueve de Julio, O'Higgins, Quitilipi, San Lorenzo e Veinticinco de Mayo.
Sede vescovile è la città di Presidencia Roque Sáenz Peña, dove si trova la cattedrale di San Rocco.
Il territorio si estende su 71.303 km² ed è suddiviso in 24 parrocchie.

## Storia
La diocesi di San Roque fu eretta il 12 agosto 1963 con la bolla Supremum Ecclesiae di papa Paolo VI, ricavandone il territorio dalla diocesi di Resistencia (oggi arcidiocesi).
Originariamente suffraganea dell'arcidiocesi di Corrientes, il 28 febbraio 1984 entrò a far parte della provincia ecclesiastica dell'arcidiocesi di Resistencia.
Il 28 febbraio 1992 ha assunto il nome attuale in forza del decreto Ad earum politicam della Congregazione per i Vescovi.

## Cronotassi dei vescovi
Si omettono i periodi di sede vacante non superiori ai 2 anni o non storicamente accertati.
- Ítalo Severino Di Stéfano † (12 agosto 1963 - 8 novembre 1980 nominato arcivescovo di San Juan de Cuyo)
- Abelardo Francisco Silva † (28 ottobre 1981 - 31 marzo 1994 nominato vescovo coadiutore di San Miguel)
- José Lorenzo Sartori † (27 agosto 1994 - 22 aprile 2008 ritirato)
- Hugo Nicolás Barbaro, dal 22 aprile 2008

## Statistiche
La diocesi nel 2022 su una popolazione di 683.271 persone contava 582.194 battezzati, corrispondenti all'85,2% del totale.
| anno | popolazione | popolazione | popolazione | presbiteri | presbiteri | presbiteri | presbiteri                | diaconi | religiosi | religiosi | parrocchie |
| anno | battezzati  | totale      | %           | numero     | secolari   | regolari   | battezzati per presbitero | diaconi | uomini    | donne     | parrocchie |
| ---- | ----------- | ----------- | ----------- | ---------- | ---------- | ---------- | ------------------------- | ------- | --------- | --------- | ---------- |
| 1966 | 288.000     | 360.000     | 80,0        | 34         | 10         | 24         | 8.470                     |         |           |           | 13         |
| 1970 | 240.000     | 300.000     | 80,0        | 40         | 14         | 26         | 6.000                     | 1       | 30        | 73        | 19         |
| 1976 | 300.000     | 360.000     | 83,3        | 37         | 10         | 27         | 8.108                     | 4       | 30        | 85        | 21         |
| 1980 | 340.000     | 380.850     | 89,3        | 36         | 13         | 23         | 9.444                     | 3       | 31        | 75        | 21         |
| 1990 | 360.000     | 400.000     | 90,0        | 33         | 12         | 21         | 10.909                    | 2       | 27        | 88        | 21         |
| 1999 | 370.000     | 415.000     | 89,2        | 50         | 24         | 26         | 7.400                     | 3       | 36        | 97        | 23         |
| 2000 | 370.000     | 415.000     | 89,2        | 50         | 24         | 26         | 7.400                     | 3       | 36        | 97        | 23         |
| 2001 | 380.000     | 427.000     | 89,0        | 41         | 20         | 21         | 9.268                     | 3       | 29        | 87        | 23         |
| 2002 | 400.000     | 473.600     | 84,5        | 43         | 22         | 21         | 9.302                     | 4       | 29        | 97        | 23         |
| 2003 | 410.000     | 480.000     | 85,4        | 41         | 20         | 21         | 10.000                    | 5       | 31        | 97        | 23         |
| 2004 | 410.000     | 480.000     | 85,4        | 40         | 21         | 19         | 10.250                    | 5       | 27        | 103       | 23         |
| 2010 | 436.000     | 511.000     | 85,3        | 41         | 28         | 13         | 10.634                    | 7       | 21        | 107       | 24         |
| 2014 | 464.000     | 588.000     | 78,9        | 44         | 29         | 15         | 10.545                    | 2       | 18        | 102       | 24         |
| 2017 | 489.582     | 554.079     | 88,4        | 40         | 25         | 15         | 12.239                    | 2       | 18        | 113       | 24         |
| 2020 | 504.978     | 625.432     | 80,7        | 42         | 30         | 12         | 12.023                    | 1       | 14        | 95        | 24         |
| 2022 | 582.194     | 683.271     | 85,2        | 40         | 30         | 10         | 14.554                    | 1       | 12        | 116       | 24         |